# Aeroporto di Krasnodar
L'aeroporto di Krasnodar-Paškovskij è un aeroporto internazionale situato nei pressi della città di Krasnodar, in Russia.

## Storia
- 1932 - creazione della base aerea a Paškovskij e l'arrivo dei primi 6 aerei Polikarpov Po-2 a Krasnodar.
- 1933 - creazione della base di manutenzione degli aerei Po-2 a Krasnodar e la costruzione di parcheggi e di due hangar per 30 aerei ciascuno.
- 1946 - arrivo dei primi aerei Lisunov Li-2 a Paškovskij.
- 1948 - arrivo dei primi aerei Ilyushin Il-14 a Krasnodar.
- 1960 - apertura della nuova pista di cemento armato e del Terminal aeroportuale, l'arrivo dei primi Ilyushin Il-18.
- 1962 - inizio dei voli di linea con i jet sovietici Tupolev Tu-124.
- 1964 - creazione del Distaccamento Aereo Unito di Krasnodar con la flotta degli aerei Antonov An-24.
- 1984 - apertura della seconda pista di cemento armato a Paškovskij, l'arrivo dei primi Tupolev Tu-154.
- 1993 - creazione della compagnia aerea russa Kuban Airlines sulla base del Distaccamento Aereo Unito di Krasnodar.
- 2006 - riorganizzazione della Kuban Airlines e la creazione della compagnia aerea, la società di gestione aeroportuale l'"Aeroporto Internazionale Krasnodar" S.p.a. e l'"Agenzia Territoriale dei Collegamenti Aerei Kuban'".
- 2008 - acquisizione dell'"Aeroporto Internazionale Krasnodar" S.p.a. dalla BaselEl Aero S.r.l. sotto controllo di Oleg Deripaska.
- 27 gennaio 2011 - la compagnia aerea russa low cost Avia Nova ha stipulato l'accordo con BaselEl Aero S.r.l. per la creazione dello hub della compagnia con la base della manutenzione degli aerei Airbus A320 della sua flotta all'aeroporto di Krasnodar.[3]
- 21 dicembre 2012 - 2,5 milioni di passeggeri[4] sono transitati all'aeroporto Paškovskij nel 2012 nell'80mo anniversario della fondazione dello scalo aereo a Krasnodar.[5]
- 5 agosto 2013 - Iniziano i lavori di ampliamento dell'aeroporto internazionale di Krasnodar.
- 15 gennaio 2014 - Apre il nuovo terminal voli internazionali.

## Strategia
L'aeroporto è hub principale e la base tecnica della compagnia aerea russa Kuban Airlines che gestisce l'aeroporto.

## Terminal
L'aeroporto di Krasnodar dispone attualmente di tre Terminal: Terminal Internazionale, Terminal Nazionale, Terminal Cargo.
La capacità del Terminal Internazionale permette il transito di 200 passeggeri/ora, mentre del Terminal Nazionale di 500 passeggeri/ora. Nel periodo estivo l'aeroporto gestisce più di 60 voli di linea al giorno. Il parcheggio aeroportuale dispone attualmente di 38 posti per gli aerei di medie e grandi dimensioni.

## Dati tecnici
L'aeroporto di Krasnodar-Paškovskij dispone di due piste attive:
1. 05/23 (047°/227°), lunga 2,200 m e larga 49 m, di asfalto di classe C col peso massimo al decollo di 63 t;
2. 05/23 (047°/227°), lunga 3 000 m e larga 45 m, di calcestruzzo di classe B col peso massimo al decollo di 170 t.

Le piste sono attrezzate con i sistemi ILS di I categoria, PAPI, radiofari NDB, gli Outer Marker e i Middle Marker.
L'aeroporto di Krasnodar è aperto 24 ore al giorno ed è attrezzato per l'atterraggio/decollo di tutti i tipi di elicottero e dei seguenti modelli di velivolo: Antonov An-8, Antonov An-12, Antonov An-24, Antonov An-26, Antonov An-28, Antonov An-30, Antonov An-32, Antonov An-72, Antonov An-74, Antonov An-124, Antonov An-140, Embraer 195, Tupolev Tu-134, Tupolev Tu-154B-2/M, Tupolev Tu-204/-214, Ilyushin Il-114, Ilyushin Il-18, Ilyushin Il-62M, Ilyushin Il-76, Ilyushin Il-96-300, Yakovlev Yak-40, Yakovlev Yak-42, Airbus A319-100, Airbus A320-200, Fokker F70, Fokker F100, Bombardier CRJ Series.

## Collegamenti con Krasnodar
L'aeroporto di Krasnodar.Paškovskij si trova a 15 km dal centro di città ed è facilmente raggiungibile dalla Stazione di Krasnodar-1 delle Ferrovie russe con la linea di filobus no.7 (il tempo di percorrenza di 60 minuti) oppure con la navetta che collega l'aeroporto con il centro cittadino (il tempo di percorrenza di 40 minuti).